# Kurt von Tippelskirch
Kurt Oskar Heinrich Ludwig Wilhelm von Tippelskirch (* 9. Oktober 1891 in Charlottenburg; † 10. Mai 1957 in Lüneburg) war ein deutscher General der Infanterie im Zweiten Weltkrieg, Leiter der Abteilung Fremde Heere sowie Militärhistoriker.

## Leben

### Familie
Kurt entstammte dem Adelsgeschlecht Tippelskirch. Er war der älteste Sohn des preußischen Generalmajors Hans von Tippelskirch (1863–1945) und dessen Ehefrau Helene, geborene Stuckenschmidt (1865–1946). Am 16. März 1920 heiratete er in Berlin Elli Gallenkamp (* 12. Januar 1893 in Wesel). Das Paar hatte die Tochter Ingeborg (* 25. September 1921 in Wünsdorf), die am 1. Oktober 1957 in Lüneburg Rolf von Tresckow (* 20. September 1909 in Frankfurt a. d. Oder) heiratete.

### Preußische Armee

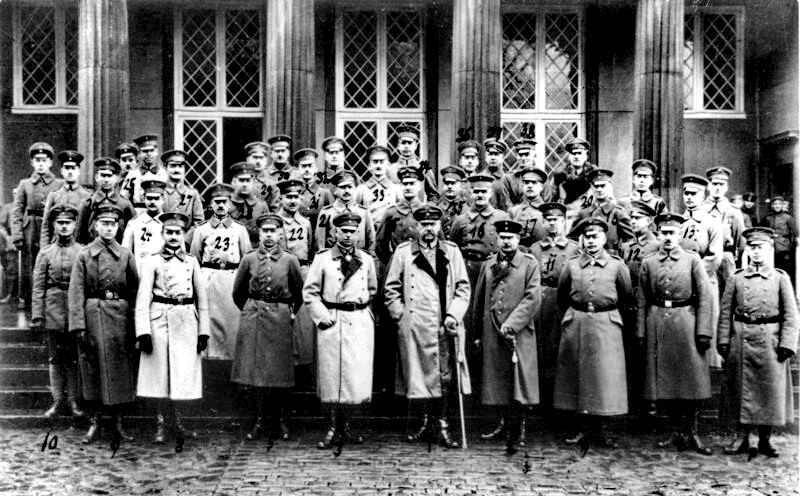
Hauptmann Kurt von Tippelskirch, Großes Hauptquartier Kassel, Nov. 1918 (Nr. 27)

Nach dem Besuch der Hauptkadettenanstalt in Groß-Lichterfelde trat Tippelskirch am 24. Juni 1909 als Fähnrich in die Preußische Armee ein. Er absolvierte die Danziger Kriegsschule und wurde am 3. März 1910 zum Königin Elisabeth Garde-Grenadier-Regiment Nr. 3 versetzt. In diesem Zeitraum begann er schriftstellerisch tätig zu werden. Noch im Jahre 1914 veröffentlichte er einen Aufsatz über die spanischen Kolonialkonflikte in der renommierten Zeitschrift Vierteljahrshefte für Truppenführung und Heereskunde des Großen Generalstabes. Zu Beginn des Ersten Weltkrieges zog Tippelskirch als Leutnant mit seinem Regiment an die Westfront, wo er an den ersten Schlachten teilnahm. Er wurde bereits in der Schlacht an der Marne 1914 schwer verwundet und geriet in Kriegsgefangenschaft, aus der er erst 1920 zurückkehren konnte. Während der Zeit als Kriegsgefangener, die er zeitweise in der Schweiz verbrachte, lernte er intensiv Französisch. Dadurch konnte er später als militärischer Dolmetscher verwendet werden. Für sein Wirken während des Krieges erhielt er beide Klassen des Eisernen Kreuzes und das Verwundetenabzeichen in Schwarz.

### Reichswehr
Nach dem Krieg wurde Tippelskirch 1920 als Hauptmann in die Reichswehr übernommen und wurde noch im selben Jahr Chef der 4. Kompanie des Infanterie-Regiments 9 in Potsdam. In dieser Zeit heiratete er Elli Gallenkamp, die Schwester des späteren Generals der Artillerie Curt Gallenkamp. Ab 1924 diente er im Stab der 3. Division. Danach wurde er am 1. April 1924 in das Reichswehrministerium berufen, wo er aufgrund seiner Sprachkenntnisse der unter der Tarnbezeichnung „Heeresstatistische Abteilung T 3“ geführten Abteilung „Fremde Heere“ angehörte, unter Leitung von General Friedrich von Boetticher (1881–1967). Ihr war sowohl die „Abwehr“ als auch die Zusammenarbeit mit den Militärattachés an den deutschen Botschaften im Ausland untergeordnet. Am 1. Oktober 1926 wurde Tippelskirch zum 14. Reiter-Regiment und am 1. April 1927 in den Stab der 3. Division nach Berlin versetzt. Nach seiner Beförderung Anfang 1930 zum Major kehrte er zur Heeresstatistischen Abteilung T 3 beim Truppenamt (TA) des Reichswehrministeriums zurück. Diese wurde ab 1. November 1930 durch Herbert Fischer geführt. Ab Frühjahr 1931 setzte dieser Bereich den Schwerpunkt auf eine konsequente Trennung der Informationsbeschaffung von der Nachrichtenauswertung. Ab diesem Zeitpunkt bestand wieder die ursprüngliche Abteilung „Fremde Heere“. Im Februar 1933 wurde er zum Oberstleutnant befördert und befehligte ab Oktober 1933 das III. Bataillon des 5. (Preußisches) Infanterie-Regiments. Ein Jahr darauf wurde er, im Rahmen der Aufrüstung der Wehrmacht, mit der Aufstellung des neuen Infanterie-Regiments 27 (Rostock), hier noch als Kommandeur des Halb-Regiments, beauftragt. Seine Beförderung zum Oberst erfolgte am 1. März 1935.

### Wehrmacht
Auch diese Aufgabe war nur von kurzer Dauer; denn bereits im Oktober 1935 wurde Tippelskirch das Kommando des neuen Infanterie-Regiments 27 übertragen. Ab 1. Oktober 1936 wurde er Oberquartiermeister IV im Kriegsministerium und dieses Mal wurde ihm die Leitung der Abteilung „Fremde Heere“ übertragen. Er löste Carl-Heinrich von Stülpnagel (1880–1944) in der Position ab. Damit waren ihm die neu geschaffenen Bereiche „Fremde-Heere-West“, „Fremde-Heere-Ost“, „Attaché-Abteilung“ und „Heerwesen“ unterstellt. Sein Stellvertreter war Oberst Maximilian Fretter-Pico (1892–1984). Vor dem Westfeldzug ließ Tippelskirch jeden Bunker der Maginotlinie erfassen. In dieser Stellung kam ihm eine Schlüsselrolle in der militärischen Vorbereitung des Zweiten Weltkrieges zu, weil alle Erkenntnisse der Militärischen Aufklärung, der Nachrichtenbeschaffung mit geheimdienstlichen Mitteln und aus der Arbeit der Militärattachés bei ihm zusammenliefen. Im Jahre 1938 wurde Tippelskirch als Abteilungsleiter in das Oberkommando des Heeres übernommen und am 1. April zum Generalmajor befördert. Ab 10. November 1938 war er Quartiermeister IV im Generalstab des Heeres.
Während des Zweiten Weltkrieges führte er verschiedene Truppenkommandos. Bei den Waffenstillstandsverhandlungen von Compiègne begleitete er die französische Delegation zum Verhandlungstisch.

#### Divisionskommandeur
Am 5. Januar 1941 übernahm Tippelskirch das Kommando über die 30. Infanterie-Division, die ab dem 22. Juni in der Heeresgruppe Nord beim Angriff auf die Sowjetunion eingesetzt wurde. Seinen bisherigen Aufgabenbereich als Oberquartiermeister übernahm General Gerhard Matzky (1894–1983). In seinem neuen Kommando verhinderte die von ihm geführte Division an der Pola  den Durchbruch eines sowjetischen Korps und ging danach zum Gegenangriff über. Die Schlacht dauerte eine Woche und Tippelskirch zeichnete sich bei der Führung seiner Verbände so aus, dass ihm am 23. November das Ritterkreuz des Eisernen Kreuzes:746 verliehen wurde. Im Winter 1941/42 wurde die 30. Infanterie-Division in der Kesselschlacht von Demjansk eingeschlossen. Tippelskirch gab das Kommando befehlsgemäß ab und wurde ausgeflogen.
Im August 1942 wurde Tippelskirch als Verbindungsoffizier bei der italienischen 8. Armee am Don verwendet. Diese Position war äußerst schwierig, weil ihm dabei kein deutscher Stab zur Verfügung stand und die Italiener sich nur ungern von deutschen Offizieren beraten ließen. Die italienische 8. Armee wurde Ende des Jahres in die Schlacht von Stalingrad hineingezogen. Er selbst wurde im Februar 1943 von der Kriegsfront abberufen.

#### Kommandierender General
Tippelskirch war ab dem 18. Februar 1943 Kommandierender General des XII. Armeekorps und übernahm dann am 4. Juni 1944 stellvertretend für den erkrankten General Gotthard Heinrici das Kommando über die 4. Armee. Während dieser Zeit begann am 22. Juni die sowjetische Operation Bagration gegen die Heeresgruppe Mitte. Die 4. Armee verteidigte den Raum Mogilew und erbat wiederholt die Erlaubnis zum Rückzug. Als dieser viel zu spät genehmigt wurde, gelang es Tippelskirch, den größten Teil der Armee hinter den Dnepr zurückzuziehen, wobei alle drei Kommandierenden Generäle der Korps und zehn von elf Divisionskommandeuren auf der Verlustliste standen. Obwohl die 4. Armee sich am längsten gegen die drohende Vernichtung durch drei sowjetische Fronten zur Wehr setzen konnte, wurde sie bei Minsk am 1. Juli 1944 eingeschlossen und zur Aufgabe am 8. Juli 1944 gezwungen. Tippelskirch selbst war zu diesem Zeitpunkt außerhalb des Kessels und entging somit einer Gefangennahme.
Am 18. Juli 1944 zog er sich bei einem Flugzeugabsturz schwere Verletzungen zu. Am 30. Juli erhielt er als 539. Soldat das Eichenlaub zum Ritterkreuz für seine Leistungen in den Kämpfen bei Mogilew. Am 31. Oktober trat er den Dienst wieder an und wurde für den erkrankten Otto von Knobelsdorff mit der Führung der 1. Armee in Lothringen beauftragt. Am 13. Dezember des Jahres übernahm er die Führung der 14. Armee im Italienfeldzug. Hier führte er bis Ende Februar 1945 als Stellvertreter das Oberkommando. Zuletzt übernahm von Tippelskirch Ende April 1945 den Befehl über die 21. Armee in Mecklenburg und Brandenburg. Nach General Heinricis Entlassung als Befehlshaber der Heeresgruppe Weichsel erhielt Tippelskirch von Generalfeldmarschall Wilhelm Keitel den Auftrag, übergangsweise die Führung dieser Heeresgruppe zu übernehmen. Er tat dies nur widerstrebend und nutzte die Gelegenheit, um mit den West-Alliierten in Verhandlungen zu treten. Er kapitulierte am 2. Mai 1945 im Raum Ludwigslust vor amerikanischen Truppen.

## Nachkriegszeit

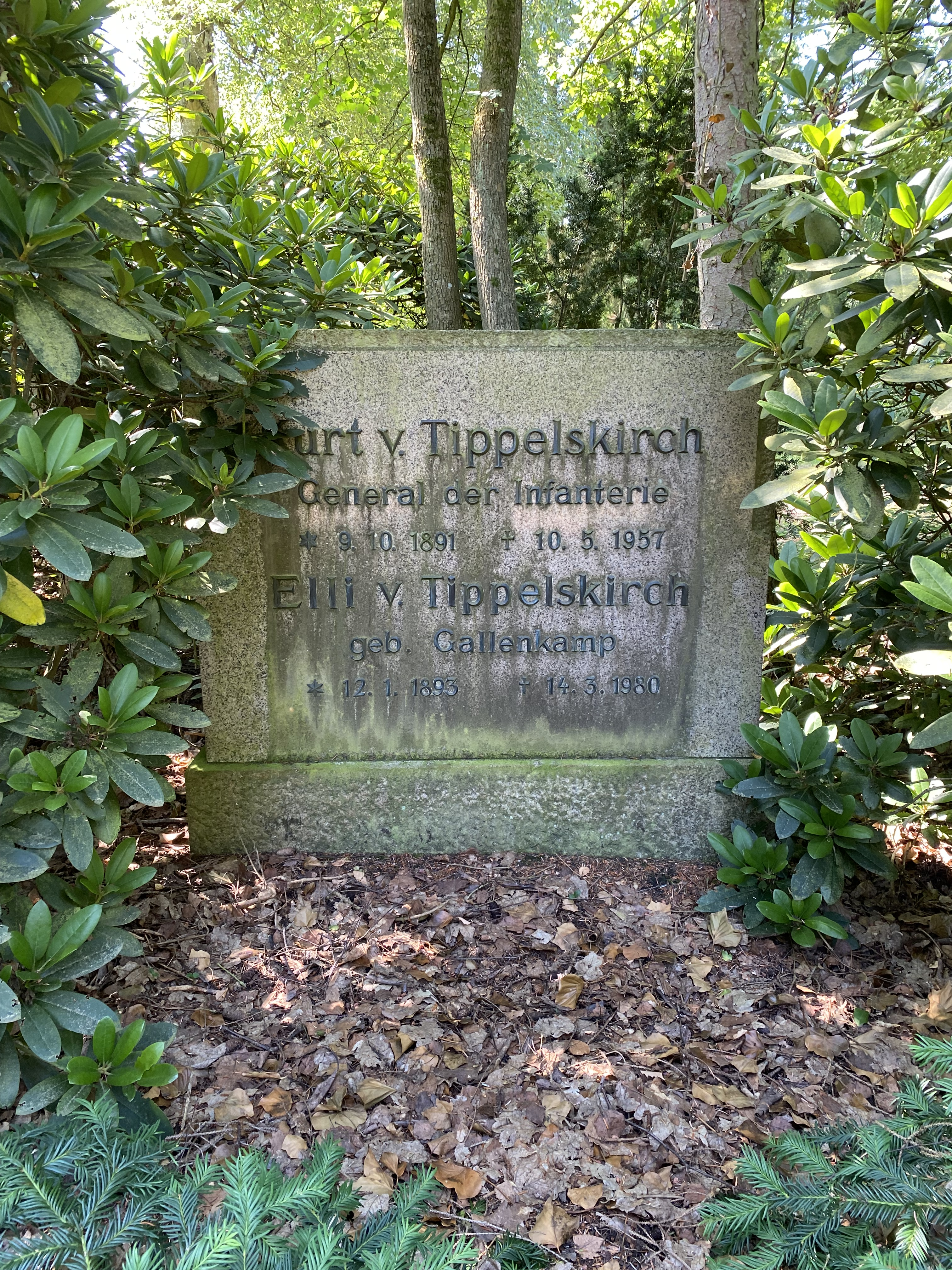
Grabstätte auf dem Zentralfriedhof Lüneburg

Tippelskirch blieb bis zum Januar 1948 in britischer Kriegsgefangenschaft. Er verbrachte sie im Camp 11 bei Bridgend (Wales) und im Gefangenenlager Allendorf/Neustadt. Während dieser Zeit half er der Operational History (German) Section bei der Erstellung eines US-Berichts über den Überfall auf Polen.
Nach seiner Entlassung 1948 ließ Tippelskirch sich in Lüneburg nieder und schrieb in den folgenden Jahren eine Geschichte des Zweiten Weltkrieges. Dabei stand er in engem Kontakt mit anderen ehemaligen hohen Militärs der Wehrmacht und wurde von dem britischen Historiker Basil Liddell Hart unterstützt. Dieses Werk war in Deutschland die erste Gesamtdarstellung des Krieges und erschien 1951 in erster Auflage. Es diente vielen anderen Generalen der Wehrmacht als Grundlage für ihre Memoiren (z. B. Erich von Manstein: Verlorene Siege. 1955). Im Jahr 1956 brachte Tippelskirch noch eine zweite verbesserte Auflage heraus. Im selben Jahr wurde er Vorsitzender des Verbandes deutscher Soldaten (VdS) und des Arbeitskreises für Wehrforschung (AfW).
Mit 65 Jahren erlitt Tippelskirch in Lüneburg einen plötzlichen Herztod. Beigesetzt wurde er auf dem Zentralfriedhof Lüneburg.

## Schriften
- Die Spanier in Marokko 1911–1913. In: Vierteljahrshefte für Truppenführung und Heereskunde. (Hrsg. von Großen Generalstab) 2/1914.
- Geschichte des Zweiten Weltkrieges. Athenäum-Verlag Junker und Dünnhaupt, Bonn 1951. (Russische Übersetzung)
- Rezensionen der Geschichte des 2. Weltkrieges. Mitautor W. Hahlweg, 1954
- Operativer Überblick über den Feldzug 1939 in Polen. In: WWR. 6/1954, S. 252–267.
- Operative Führungsentschlüsse in Höhepunkten des Landkrieges. (Ohne Ort und Datumsangabe)